# Vitesse Arnhem
Stichting Betaald Voetbal Vitesse, ou simplesmente conhecido como Vitesse, é um clube de futebol neerlandês da cidade de Arnhem, nos Países Baixos. Fundado em 14 de maio de 1892, suas cores são o amarelo e o preto. O clube é o segundo clube mais antigo de futebol nos Países Baixos, ficando atrás apenas do Sparta Rotterdam. Disputa a primeira divisão do futebol holandês desde a temporada 1989-90 e seu melhor resultado foi o segundo lugar, obtendo este resultado quatro vezes.

## História

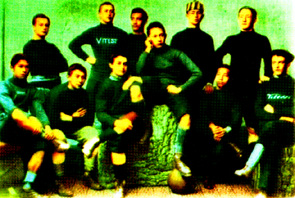
A equipa do Vitesse em 1894

### Fundação e os primeiros anos
A associação foi fundada em 14 de maio de 1892. Naquela época, não havia departamento de futebol. Foi só em 10 de setembro de 1892 que a diretoria decidiu jogar futebol, além do críquete. Nos dois primeiros anos, o Vitesse só disputou amistosos. Em 1894, o clube finalmente ficou sob a supervisão da Football Association (NVB), que foi fundada em 1889.

### 2010 - 2016: Aquisição e reconstrução estrangeira
Em agosto de 2010, Merab Jordania comprou o Vitesse Arnhem, com problemas financeiros. O que tornou o Vitesse o primeiro clube holandês de propriedade de um estrangeiro. As ações foram vendidas com a condição de que a identidade do Vitesse (incluindo nomes, cores da equipe e localização) fosse garantida. Havia rumores de que essa compra foi arquitetada pelo dono do Chelsea, Roman Abramovich. Em 23 de outubro de 2013, a Merab Jordania vendeu suas ações para a empresa ucraniana de pelotas de madeira ST Group. O diretor administrativo do ST Group, Alexander Chigirinski, assumiu a gestão do clube, sucedendo Jordania. 

### Parceria com o Chelsea
Desde 2010 tem uma parceria com o Chelsea, recebendo diversos jogadores do clube londrino por empréstimos, entre eles Nemanja Matic, Gaël Kakuta, Patrick van Aanholt, Lucas Piazon, entre outros.
Recentemente, o clube tem se mantido através de empréstimos de jogadores vindos do Chelsea FC, sendo utilizado como "fábrica de testes" para o clube inglês, com isso, tem obtido sucesso na Eredivisie fazendo boas campanhas, e chegando a participar de competições continentais. Sempre investiu em jovens promessas africanas, como Matthew Amoah, que chegou ao clube em 1998 com apenas 18 anos, marcando 62 gols em 174 jogos pelo clube, tornando-se um dos maiores artilheiros da história do Vitesse. 

### Campeão pela 1ª vez
Em 30 de abril de 2017, duas semanas após o 125º aniversário do clube, o Vitesse conquistou o primeiro troféu de sua história, a Copa da Holanda, vencendo o AZ Alkmaar por 2 a 0 na final, graças a Ricky van Wolfswinkel que anotou dois golos, aos 81 e 88 minutos.

### Rebaixamento
Em 19 de abril de 2024, o Vitesse foi rebaixado da Eredivisie pela primeira vez. A Real Associação Neerlandesa de Futebol (KNVB) anunciou que seu comitê independente de licenciamento decidiu pela imposição ao Vitesse da perda de 18 pontos no Campeonato Holandês. Isso se deu pelo fato do clube não cumprir todos os requerimentos de licenciamento por um período extenso, de acordo com nota oficial da KNVB. A diretoria do Vitesse já declarou que não recorrerá da punição junto à KNVB. O diretor-geral interino do clube, Edwin Reijntjes, disse que tal movimento poderia fazer a instituição perder a atual licença. Além disso, o Vitesse recebera uma multa de 100 mil euros (R$ 558,7 mil) por outros problemas de administração. Tudo isso faltando quatro rodadas para o término da Eredivise 2023/24.

#### Perda da licença profissional
Em 24 de junho de 2025, a KNVB anunciou que o Vitesse perdeu a licença profissional para competir no futebol holandês. O clube acumula dívidas em torno de 19 milhões de euros (R$ 110 milhões de reais), de acordo com a imprensa holandesa. O clube recorrerá da decisão.
| “ | O comitê de licenciamento independente da KNVB revogou a licença do Vitesse a partir de 9 de julho. Houve muitas informações na imprensa, nos últimos dias, sobre um possível novo acionista. O Vitesse apresentou documentação limitada ao comitê de licenciamento e isso se mostrou insuficiente. Se o Vitesse participasse de competições sob essas circunstâncias, por exemplo, sem uma conta bancária, sem um contador e sem um orçamento balanceado, sua continuidade estaria seriamente comprometida. | ” |

## Números retirados
- 4 -  Theo Bos, Zagueiro (1983–1998) — Honras Postúmas.
- 12 - Reservado para a Torcida.

## Estádio

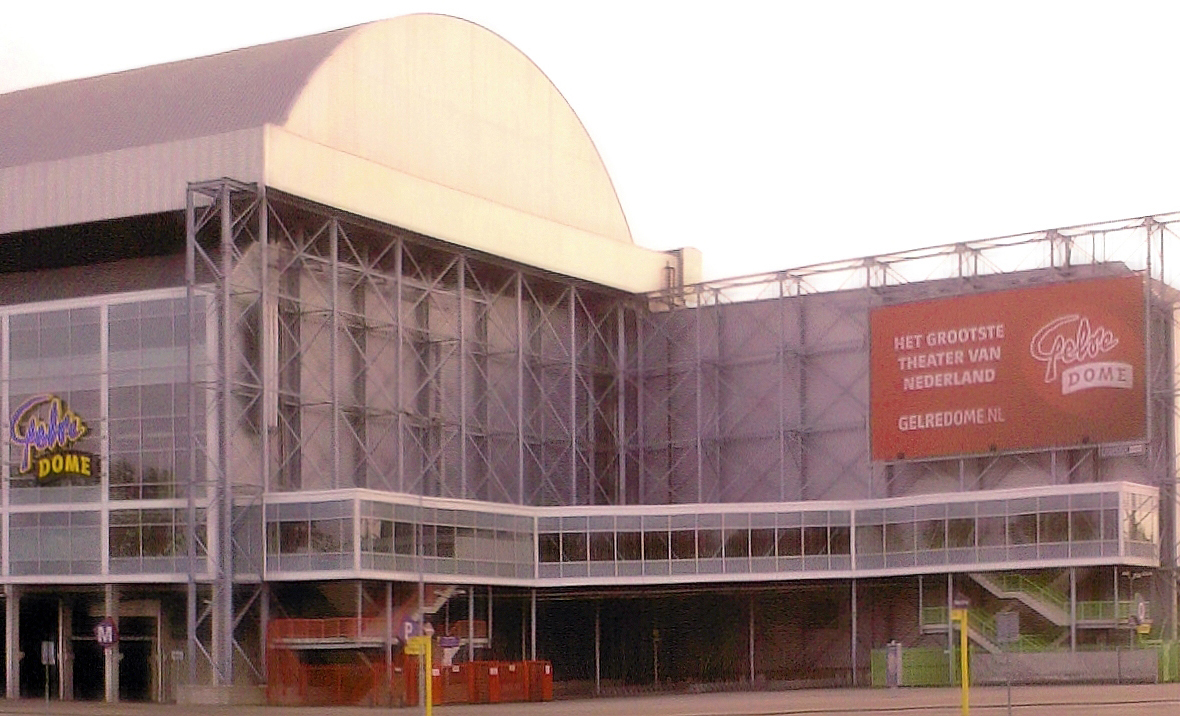
Vista do Estádio GelreDome.

Sua casa é o estádio GelreDome inaugurado em 1998, com uma tecnologia que conta com um teto retrátil e um campo conversível que pode ser recolhido quando não for utilizado durante concertos ou outros eventos realizados no estádio. O estádio foi terminado a tempo de sediar três partidas da fase de grupos durante o torneio da Eurocopa 2000 realizado na Holanda e Bélgica. 
A sua capacidade atual para o futebol é de 25.000, e a capacidade máxima para os shows é de cerca de 34 mil. O clube tem uma média de espectadores de pouco menos de 20.000.

## Títulos
| Nacionais              | Nacionais | Nacionais        |
| Competição             | Títulos   | Temporadas       |
| ---------------------- | --------- | ---------------- |
| Copa dos Países Baixos | 1         | 2016–17          |
| Eerste Divisie         | 2         | 1976-77, 1988-89 |
| Tweede Divisie         | 1         | 1965-66          |

## Elenco atual
Última atualização: 7 de março de 2025.

### Jogadores notáveis
- Matthew Amoah
- Anthony Annan
- Nemanja Matić
- Phillip Cocu
- Wilfried Bony
- Mahamadou Diarra
- Pierre van Hooijdonk
- Roy Makaay
- Paulo Rink
- Paul Verhaegh
- Theo Bos
- Martin Ødegaard